# Gloiocephala
Gloiocephala  Massee  – rodzaj grzybów z rodziny obrzękowcowatych (Physalacriaceae). Opisano około 50 gatunków, w Polsce jednego.

## Systematyka i nazewnictwo
Pozycja w klasyfikacji według Index Fungorum: Physalacriaceae, Agaricales, Agaricomycetidae, Agaricomycetes, Agaricomycotina, Basidiomycota, Fungi.

## Gatunki występujące w Polsce
- Gloiocephala caricis (P. Karst.) Bas 1961

Nazwy naukowe na podstawie Index Fungorum.